# Pietrastornina
Pietrastornina es uno de los 119 municipios o comunas ("comune" en italiano) de la provincia de Avellino, en la región de Campania. Con cerca de 1.648 habitantes, según el censo de 2005, se extiende por una área de 15 km², teniendo una densidad de población de 110 hab/km². Linda con los municipios de Altavilla Irpina, Arpaise, Pannarano, Roccabascerana, Sant'Angelo a Scala, y Summonte.

## Historia
La primera noticia histórica de Pietrastornina proviene del 774, año en que el príncipe lombardo Arechi II cede a la iglesia de Santa Sofia en Benevento el castillo de Pietrasturminea. 
Evidentemente la primera aldea debió desarrollarse durante la época lombarda a los pies de la fortaleza edificada sobre roca, desde la cual, se dominaba parte del territorio circundante. 

## Demografía
| Gráfica de evolución demográfica de Pietrastornina entre 1861 y 2001 |
|                                                                      |
| Fuente ISTAT - elaboración gráfica de Wikipedia                      |

- Datos: Q55080
- Multimedia: Pietrastornina / Q55080

1. ↑  Worldpostalcodes.org, código postal n.º 83015.
2. ↑  «Codici Catastali». Comuni-italiani.it (en italiano). Consultado el 29 de abril de 2017.